# بووادزور
بووادزور (به ارمنی: Բովաձոր) یک روستا در ارمنستان است که در استان لوری واقع شده‌است. بووادزور در ۳۱ کیلومتری شمال غرب وانادزور، مرکز استان لوری واقع شده‌است.

## خصوصیات
بووادزور ۳۲۶ نفر جمعیت دارد و در ۱۴۱۵ ارتفاع متر بالاتر از سطح دریا قرار گرفته‌است.
| سال   | ۱۸۳۱ | ۱۸۹۷ | ۱۹۲۶ | ۱۹۳۹ | ۱۹۵۹ | ۱۹۷۰ | ۱۹۷۹ | ۱۹۸۹ | ۲۰۰۱ | ۲۰۰۴ |
| جمعیت | ۱۸   | ۲۷۸  | ۳۶۲  | ۴۲۷  | ۲۷۷  | ۳۰۹  | ۳۰۱  | ۱۹۲  | ۳۲۶  | ۲۹۷  |